# Тени (озеро)
Тени́ (чув. Тени) — озеро, находящееся в 6 км южнее районного центра Аликово, на южной окраине д. Эренары, памятник природы регионального значения. Имеет карстовое происхождение, овальную форму, вытянутое с севера на юг. Его размеры: площадь — 8,9 га (ширина — 240 м, длина — 480 м), максимальная глубина — 7,95 м (1996). Если сравнить данные максимальных глубин 1967 г. (8,8 м) и 1996 г., то они указывают на уменьшение глубины, наполнение озерной котловины илом, органическими веществами. Прозрачность воды — 1,45 м. Температура поверхностного слоя в летнее время достигает 24…25 °C. Дно глинистое. Вдоль берега тянется мелководье, местами оно достигает 25 м. До глубины 3 м мелководье проросло элодеей канадской. Прибрежная растительность развита слабо, местами встречается рогоз, осока, череда, кипрей узколистный. Прибрежная древесная растительность отсутствует. В озере водятся карась, карп, окунь.
Озеро сильно подвержено антропогенному воздействию. Близко к нему (на расстоянии 50 м) построена ферма. На берегу находится водокачка. Весной, во время дождей, в озеро попадает много органических веществ, почвы и т. д. Вдоль берега пасутся скот, утки, гуси. Близко к берегу подошли и пахотные земли.